# Гюден, Анриэтта
Анриэтта Гюден (фр. Henriette Gudin; 17 мая 1825, Париж — 14 июля 1892 или 1876, XV округ Парижа) — французская художница.

## Биография
Будущая художница родилась в Париже и была дочерью художника-мариниста Теодора Гюдена (1802—1880) и его первой супруги Адель (1799—1831). Живописи Анриэтта училась у своего отца, и в дальнейшем сама стала талантливой художницей-маринисткой. В 1850 году она вышла замуж за Этьена-Франсуа Фошье (фр. Fauchier). Новобрачные поселились в Париже на улице Фобур-Сент-Оноре. Некоторое время спустя у них родился сын. Тем не менее ещё приблизительно 15 лет после замужества Анриэтта подписывала свои картины девичьей фамилией, и только около 1864 года на новых картинах стала появляться подпись «мадам Фошье».
Муж не препятствовал занятиям жены живописью, что было относительной редкостью в то время. Возможно, свою роль сыграли известность и материальный достаток её отца, Теодора Гюдена. Тем не менее как художницу и как профессионала Анриэтту часто недооценивали. Так, она выставляла свои картины на Парижском Салоне только четыре раза (в 1848, 1849, 1850 и 1853 годах), а не ежегодно, как многие другие её современники, живописцы-мужчины. Когда Анриэтта в 1873 году столкнулась с тем, что один из издателей печатает литографии с её картин и продаёт их без её разрешения, она подала в суд, но жалоба была отклонена, причём сперва в суде первой инстанции, а затем и в апелляционном. Между тем, лучшие из картин Анриэтты Гюден являлись важной вехой в развитии морского пейзажа. Сегодня картины художницы хранятся в коллекциях ряда музеев Франции.

## Галерея

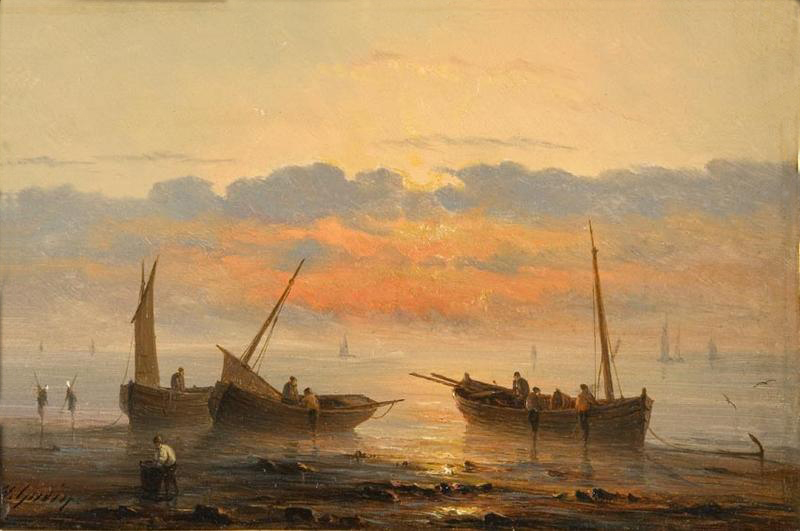
Морской пейзаж на восходе. Музей изящных искусств Ренна, Ренн, Бретань, Франция
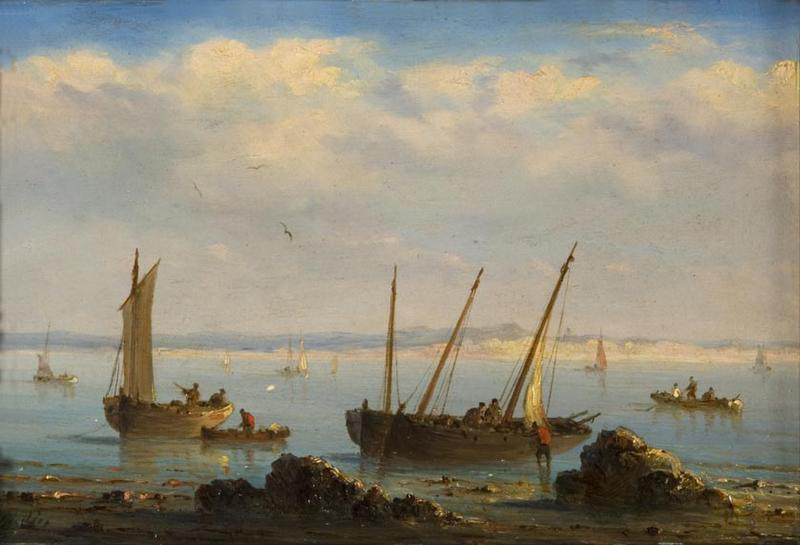
Морской пейзаж на закате. Музей изящных искусств Ренна
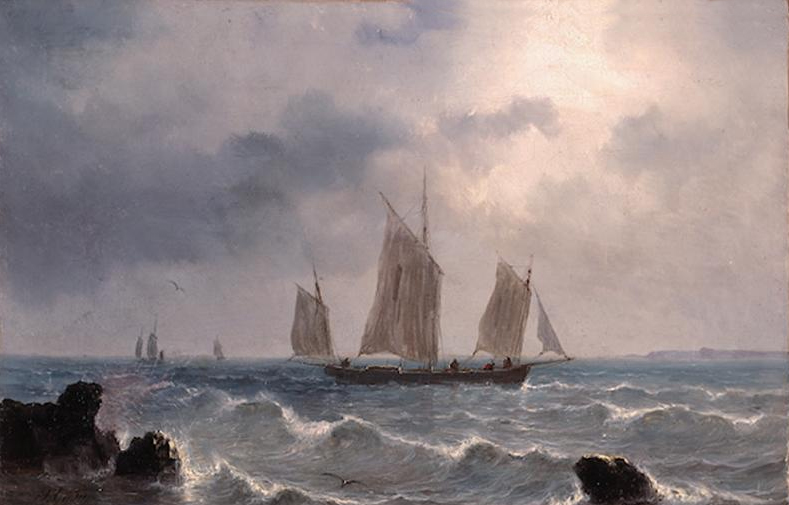
Парусники у побережья. Морской музей острова Татиу, остров Татиу, Нормандия, Франция
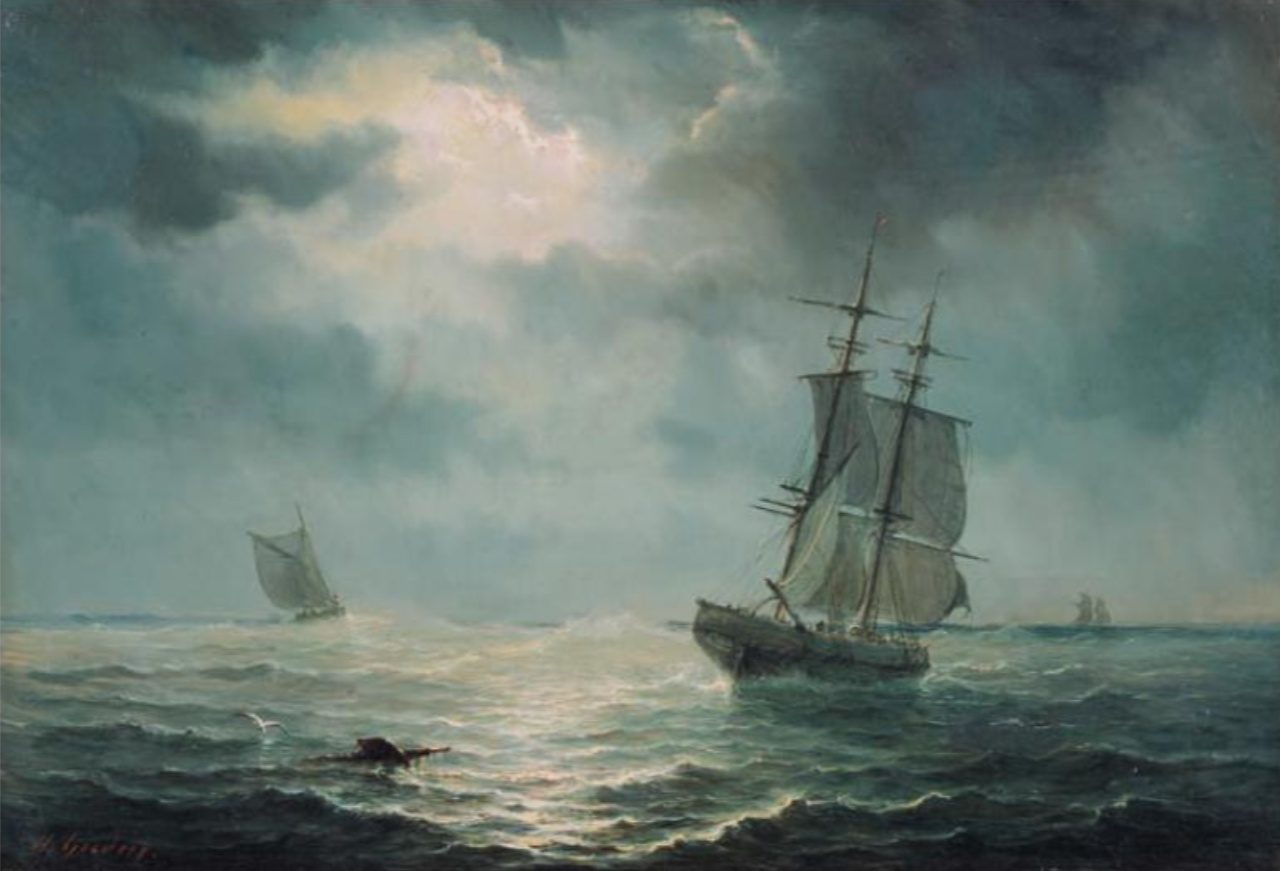
Морской пейзаж в лунном свете, Музей изящных искусств Бреста. Брест, Бретань, Франция
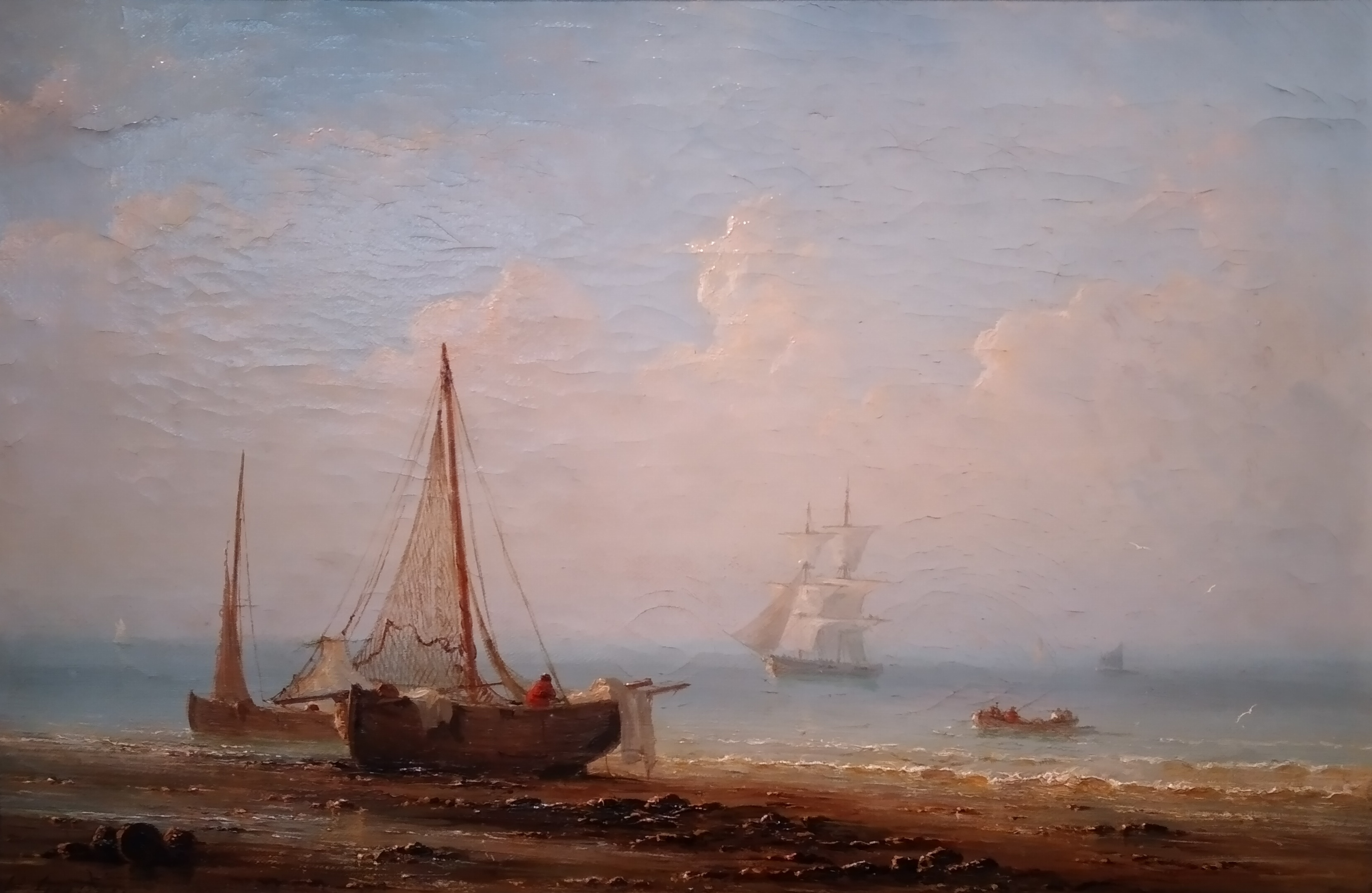
Лодки на рассвете. Музей изящных искусств Бреста, Франция
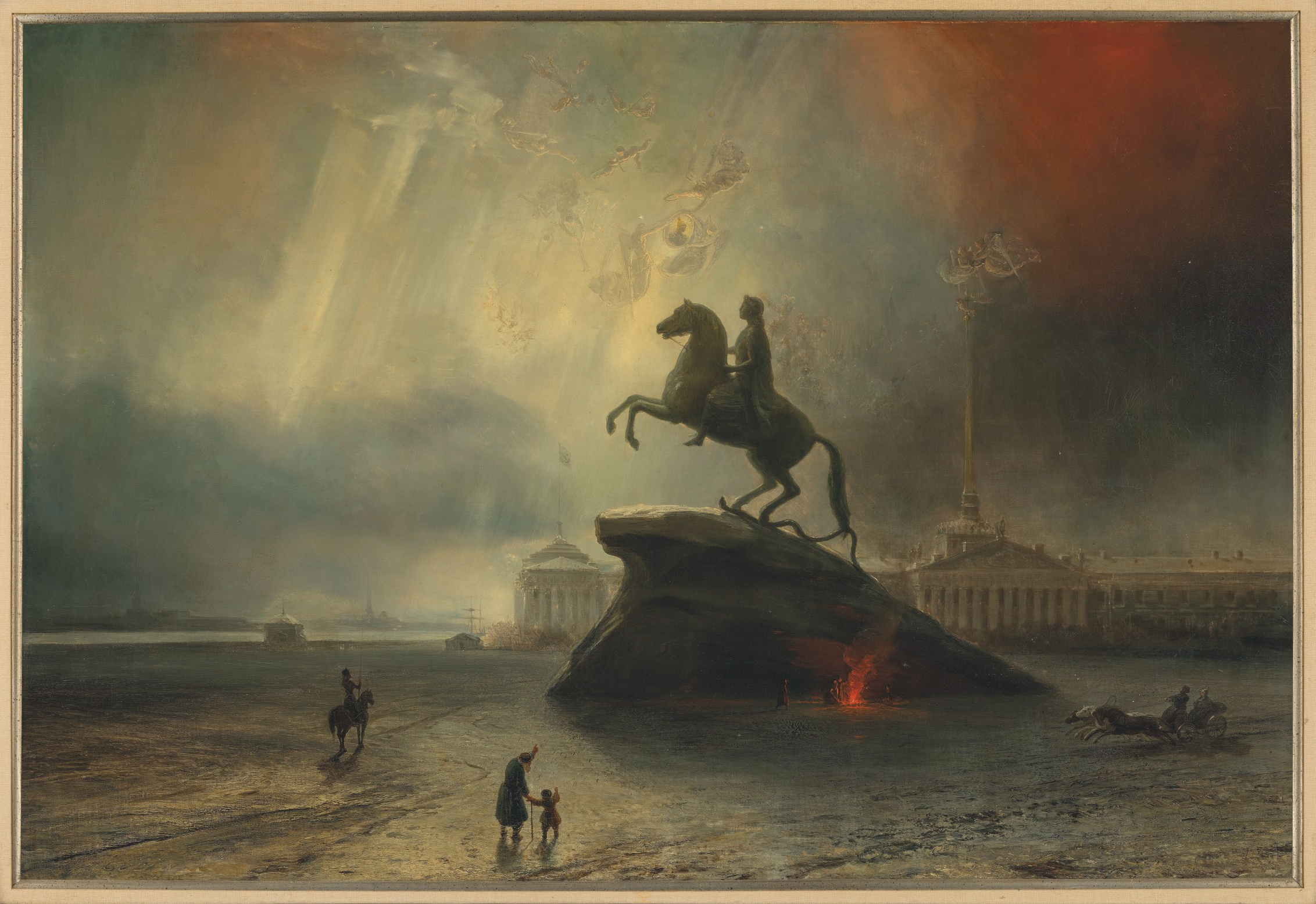
Медный всадник. Частное собрание